# Thạch Lạc
Thạch Lạc là một xã thuộc thành phố Hà Tĩnh, tỉnh Hà Tĩnh, Việt Nam.

## Địa lý
Tiếp giáp các xã: Thạch Khê, Thạch Hải, Thạch Trị, Thạch Tượng, Thạch Thắng huyện Thạch Hà, Thạch Đồng và Thạch Hưng thành phố Hà Tĩnh.

## Hành chính
Xã có 16 xóm, trước đánh tên theo số, hiện nay đổi sang dùng chữ: 
- Xóm 1 (Quang Lạc)
- Xóm 2 (Thanh Sơn)
- Xóm 3 (Trung Lạc)
- Xóm 4 (Quyết Tiến)
- Xóm 5 (Hòa Lạc)
- Xóm 6 (Vĩnh Thịnh)
- Xóm 7 (Bắc Lạc)

## Lịch sử
Ngày 8 tháng 12 năm 2020, HĐND tỉnh Hà Tĩnh ban hành Nghị quyết số 266/NQ-HĐND về việc thành lập thôn Thanh Quang trên cơ sở thôn Thanh Sơn và thôn Quang Lạc.

## Giáo dục
- Trường THCS nằm ở trung tâm xã, trong thời gian qua đã có nhiều chuyển biến tích cực trong phong trào dạy và học. năm học 2013-2014 trường được xếp thứ nhất trong tổng số 16 trường toàn huyện về phong trào bồi dưỡng học sinh giỏi.
- Trường tiểu học xã Thạch Lạc nằm ở xóm Thanh Sơn

## Di chỉ khảo cổ
Cồn Sò Điệp (Di chỉ Thạch Lạc) 
Di chỉ khảo cổ Thạch Lạc là Di tích lịch sử văn hóa cấp quốc gia .
Tại đây phát hiện được nhiều hiện vật như gốm, các công cụ sản xuất, vũ khí, dụng cụ sinh hoạt, đồ trang sức được chế tác từ đá và đặc biệt là di cốt của người Việt cổ có thời gian gần 5.000 năm.